# Forum (Liège)
Pour les articles homonymes, voir Forum.
Le Forum est une salle de spectacle liégeoise ouverte le 30 septembre 1922. Dessinée par l'architecte Jean Lejaer en style Art déco, la salle est située rue Pont d'Avroy. Le bâtiment est classé au patrimoine exceptionnel de la Région wallonne.

## Histoire
Inaugurée en 1922 à l'initiative d'Arthur Mathonet, la salle est consacrée au cinéma, au music-hall et à l'opérette. La salle est reprise en 1929 par la MGM. « La Comilière » (société à la base de la naissance du Forum), fit faillite en 1936. Le duo Masereel-Beckers racheta les lots de terrain dont le Forum faisait partie. 
Pendant la guerre cependant, la MGM, aux mains de propriétaires israëlites, fut écartée de la gestion par les nazis. La MGM ne put reprendre ses activités au Forum qu'en 1947. 
Les propriétaires ouvrirent alors Le Churchill (salle existant toujours, dorénavant gérée par le groupe Grignoux), au sous sol du bâtiment. Au terme du bail de la MGM en 1956, M. et Mme Masereel devinrent alors les seuls propriétaires du lieu. Ils cédèrent le bail d'exploitation en 1968 à Hubert Defawes. Au décès de M. Masereel en 1979, sa femme devint seule propriétaire. 
En 1968, M. Masereel passa la main et céda le bail d'exploitation à M. Defawes qui devint administrateur-gérant. Monsieur Masereel resta propriétaire. En février 1979, M. Masereel décéda à l'âge de 86 ans, sa femme devint alors propriétaire. Mme Claeys, directrice du complexe Opéra (site et propriétaires depuis à la base du groupe Kinepolis), racheta le bail d'exploitation du Forum en 1984. À la suite d'un contrôle des services de sécurité communaux, le Forum dut fermer temporairement ses portes. Elle ne rouvrirent qu'en 1989, à la suite du rachat et de la rénovation par Communauté française de Belgique.  La salle et le péristyle furent classés dès 1979, et la façade et l'escalier en 1989
,.

## Tournages
Le Forum a servi de décor aux scènes de la compétition internationale pour le film Populaire (2012) de Régis Roinsard, avec Romain Duris et la liégeoise Déborah François. Le rappeur Fresh la Peufra a également tourné une partie du clip de son titre Chop au sein du Forum.